# Södermanlands runinskrifter 377
Södermanlands runinskrifter 377 är en vikingatida runsten av granit i  Överselö kyrka, Överselö socken och Strängnäs kommun. Stenen hittades under markytan utanför kyrkans tidigare huvudingång. Stenen har legat där som trampsteg under flera hundra år. Runstenen är svårt sliten. Stenen är 1,25 meter hög och 1,75 meter bred. Runhöjden är 7 centimeter. Stenen är nu rest på kyrkogården, mittemellan Sö 205 och Sö 207.

Runstenarna Sö 205, Sö 377 och Sö 207 utanför Överselö kyrka.

## Inskriften
Translitterering av runraden:
... ...isa · sti- ... -t · su... ...
Normalisering till runsvenska:
... [ræ]isa stæi[n] ... [a]t su[n] ...
Översättning till nusvenska:
... resa sten ... efter son ...